# Ponte Kičkas
Il ponte Kičkas (in ucraino Кічкаський міст?; in russo Кичкасский мост?) è stato un ponte costruito sul fiume Dnepr a Zaporižžja in Ucraina.

## Storia

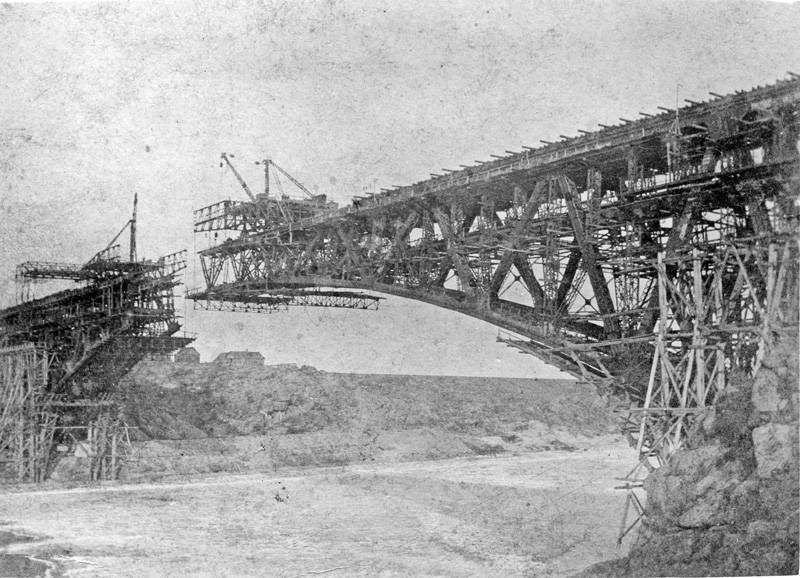
Il ponte in costruzione all'inizio del XX secolo

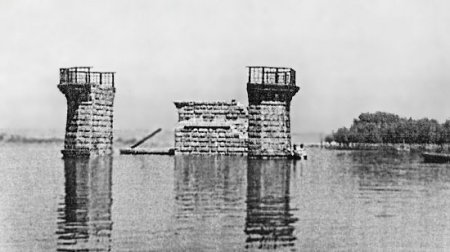
Resti dei piloni del ponte come apparivano ancora nel 1950

Sul sito nel XIX secolo venne sistemato un traghetto a fune che tuttavia si rivelò insufficiente per le necessità di trasporto quindi già a partire dal 1900 si iniziò a progettare un nuovo ponte adatto anche al traffico ferroviario. Nel 1902 la struttura era percorribile e dal 1908 iniziò anche il passaggio dei treni. Durante la guerra civile russa venne ripetutamente danneggiato e riparato. Nel 1926 si pensò alla costruzione di una diga per alimentare una grande centrale idroelettrica e gli abitanti dell'area destinata all'invaso vennero trasferiti nel 1927, anno nel quale iniziarono i lavori per la nuova diga del Dnepr. Con l'entrata in funzione dello sbarramento nel 1931 il ponte Kičkas, che si trovava nel bacino, fu smantellato.